# Pseudoeurycea rex
Pseudoeurycea rex är en groddjursart som först beskrevs av Dunn 1921.  Pseudoeurycea rex ingår i släktet Pseudoeurycea och familjen lunglösa salamandrar. IUCN kategoriserar arten globalt som akut hotad. Inga underarter finns listade i Catalogue of Life.